# Charles Hahn
Carl Wilhelm Walter Hahn (conocido como Charles Hahn; 5 de julio de 1893-1 de marzo de 1986) fue un deportista alemán que compitió en remo. Ganó una medalla de bronce en el Campeonato Europeo de Remo de 1902, en la prueba de doble scull.

## Palmarés internacional
| Representando a Alsacia y Lorena |                       |                   |             |
| Campeonato Europeo               |                       |                   |             |
| Año                              | Lugar                 | Medalla           | Prueba      |
| 1902                             | Estrasburgo (Francia) | Medalla de bronce | Doble scull |